# Huesca
Huesca (in aragonese: Uesca; in latino Osca) è un comune spagnolo di 52.443 abitanti al 2011 situato nella comunità autonoma dell'Aragona, capoluogo dell'omonima provincia.

Fa parte della comarca della Hoya de Huesca (Plana de Uesca, in aragonese), è sede vescovile e anche sede decentrata dell'Universidad de Zaragoza.
È un'antica cittadina aragonese dal passato illustre situata su un colle da cui si domina la piana circostante detta La Hoya de Huesca, a 72 km da Saragozza, 70 km da Jaca e 122 km da Lerida.

## Geografia fisica

### Clima

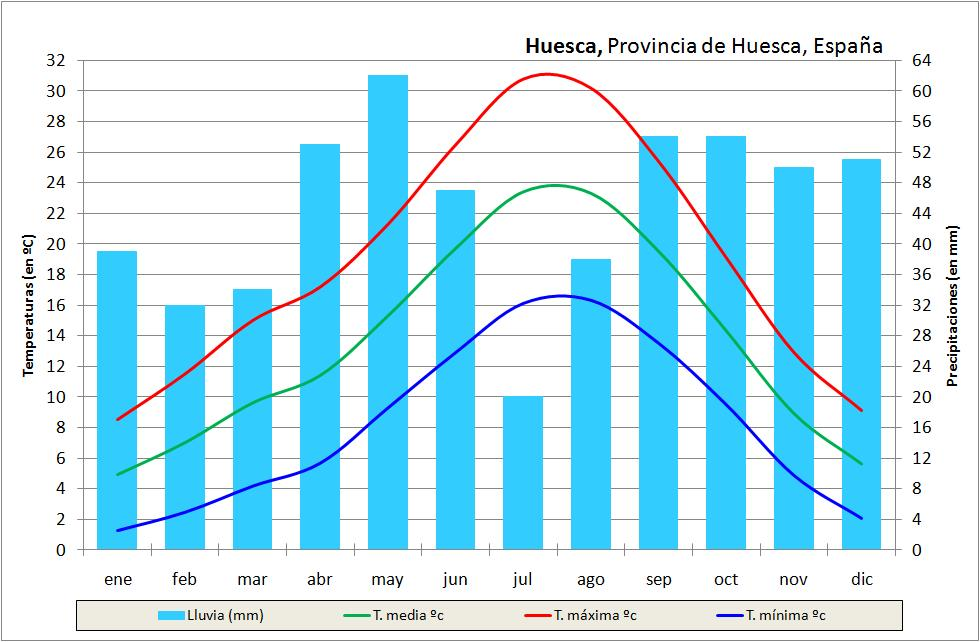
Clima di Huesca (Osservatorio meteorologico dell'aeroporto)

Il clima di Huesca è di tipo oceanico continentale. Gli inverni sono molto freddi, con temperature medie spesso al di sotto dei 2-3°, con frequenti gelate e nevicate. Le estati sono calde con temperature medie superiori a 23°, che in luglio e agosto raggiungono anche i 35°.
Le precipitazioni sono abbondanti in primavera e autunno; in estate i temporali possono essere forti.  Il livello delle precipitazioni raggiunge circa 550 mm annui.
| Clima di Huesca (Aeroporto di Huesca-Monflorite), |     |      |     |      |      |      |      |      |      |      |      |     |       |
| 1971-2000                                         | gen | feb  | mar | apr  | mag  | giu  | lug  | ago  | set  | ott  | nov  | dic | annua |
| Temperatura massima media (°C)                    | 8,5 | 11,5 | 15  | 17,2 | 21,3 | 26,5 | 30,8 | 30,2 | 25,4 | 19,1 | 12,9 | 9,1 | 19,0  |
| Temperatura minima media (°C)                     | 1,3 | 2,5  | 4,2 | 5,7  | 9,3  | 12,9 | 16,1 | 16,3 | 13,5 | 9,5  | 4,9  | 2,1 | 8,2   |
| Precipitazioni (mm)                               | 39  | 32   | 34  | 53   | 62   | 47   | 20   | 38   | 54   | 54   | 50   | 51  | 535   |

## Storia

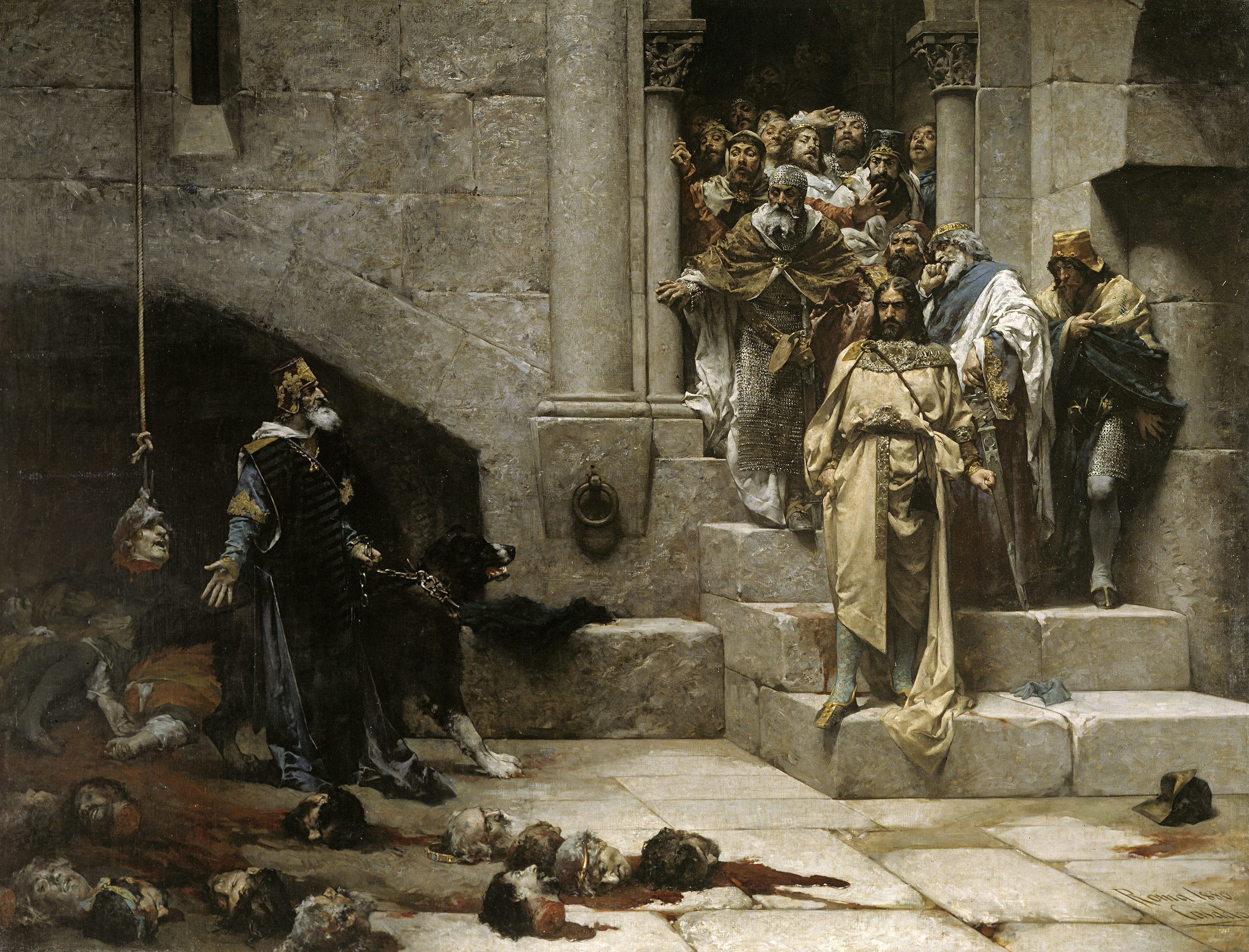
La campana di Huesca.

Sede in epoca preistorica di raggruppamenti umani, poi borgata ibera (Oscam o Boscam), Huesca assunse caratteristiche propriamente urbane solo in epoca romana (II secolo a.C. - V secolo), con il nome di Osca, divenendo, con Caesaraugusta la più popolosa e importante città della tarraconense interna.
Fu capitale dell'effimero regno di Quinto Sertorio (ca. 123 a.C.-72 a.C.), generale romano tenace sostenitore di Mario contro Silla e Pompeo. Fu patria di san Lorenzo (ca. 210-258), diacono della chiesa di Roma che, secondo la tradizione, avendo rifiutato di consegnare il tesoro della chiesa al prefetto della città, fu arso vivo su una graticola. Del dominio dei Visigoti che subentrarono ai Romani non vi sono tracce in monumenti o iscrizioni, mentre molto significativo è il patrimonio architettonico (moschee, fortificazioni, edifici residenziali) ereditato dagli Arabi che sbarcati in Spagna nel 711, conquistarono e si installarono in città alcuni anni più tardi. Fu munita di potenti mura a difesa dagli attacchi dei guerrieri franco-ispanici che scendevano dal nord pirenaico e dalla Gallia. Gli Aragonesi s'impossessarono della città sottraendola ai Mori nel 1096 durante il regno di Pietro I e ne fecero una residenza reale, stabilendo la residenza dei sovrani e la corte in un palazzo costruito nel XII secolo di cui oggi restano due soli ambienti, in uno dei quali, detto la Campana de Huesca, il re Ramiro II detto El Monje (il monaco) nel 1136 fece decapitare sedici suoi avversari, appartenenti tutti a famiglie nobili.
Nel XIV secolo la città soffrì il flagello della peste e nel 1345 nacque l'Università, che venne soppressa nel 1845.
Nel XIX secolo fu creata capitale della provincia omonima e, nel 1864, fu stabilito il collegamento alla rete ferroviaria.
Durante la guerra civile (1936 - 1939) subì danni considerevoli anche perché il fronte passò per lungo tempo a ridosso della periferia urbana.

## Monumenti e luoghi d'interesse
I monumenti principali sono: 

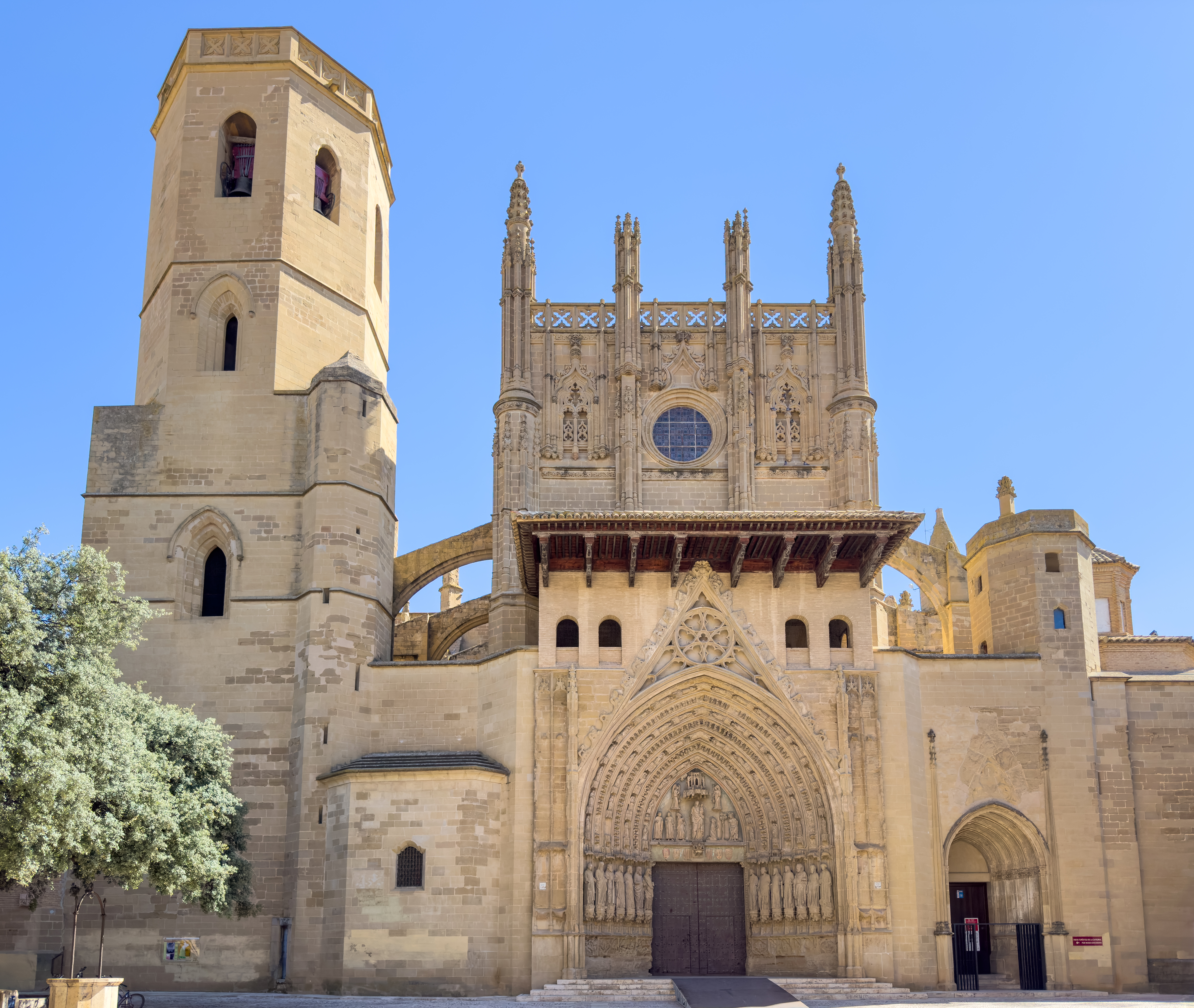
Cattedrale di Huesca.

- Iglesia de San Miguel (Chiesa di San Michele), chiesa romanico-gotica del 1150-1160 oggi facente parte di un monastero
- Catedral de Santa María de Huesca (Cattedrale di Santa Maria) grande edificio gotico edificato a varie riprese e con lunghe interruzioni dal XIII al XVI secolo. Nei pressi della cattedrale si notano i resti di un bel chiostro romanico-gotico costruito dal XIII al XV secolo
- Archivio. Attiguo alla Cattedrale, contiene una raccolta di codici miniati dal Duecento al Seicento
- Casas Consistoriales, palazzo rinascimentale edificato fra il 1577 e il 1612 a cui è unito il Colegio de Santiago (1610) di forme tardo-rinascimentali
- Universidad Sertoriana edificio a pianta poligonale del XII secolo: Antico palazzo reale, fu sede dell'Università dal 1254. Radicalmente trasformato nel corso del XVII secolo, oggi ospita il Museo Provincial di archeologia preistorica e romana e una collezione d'arte sacra, con quadri di diversi pittori
- Basílica de san Lorenzo, chiesa barocca edificata nei primi decenni del Seicento
- Iglesia de San Pedro el Viejo (Chiesa di San Pietro il Vecchio), edificio in stile romanico del XII secolo, nel cui Chiostro riposano le spoglie dei re d'Aragona Alfonso I detto El Batallador (il battagliero) morto nel 1134 e Ramiro II El Monje morto nel 1154
- Santuario de Santa Maria Salas , si trova nella periferia cittadina. Fondato nel XIII secolo, subì radicali trasformazioni nella prima metà del XVIII secolo e attualmente conserva solo alcune parti di età medievale.

## Dintorni

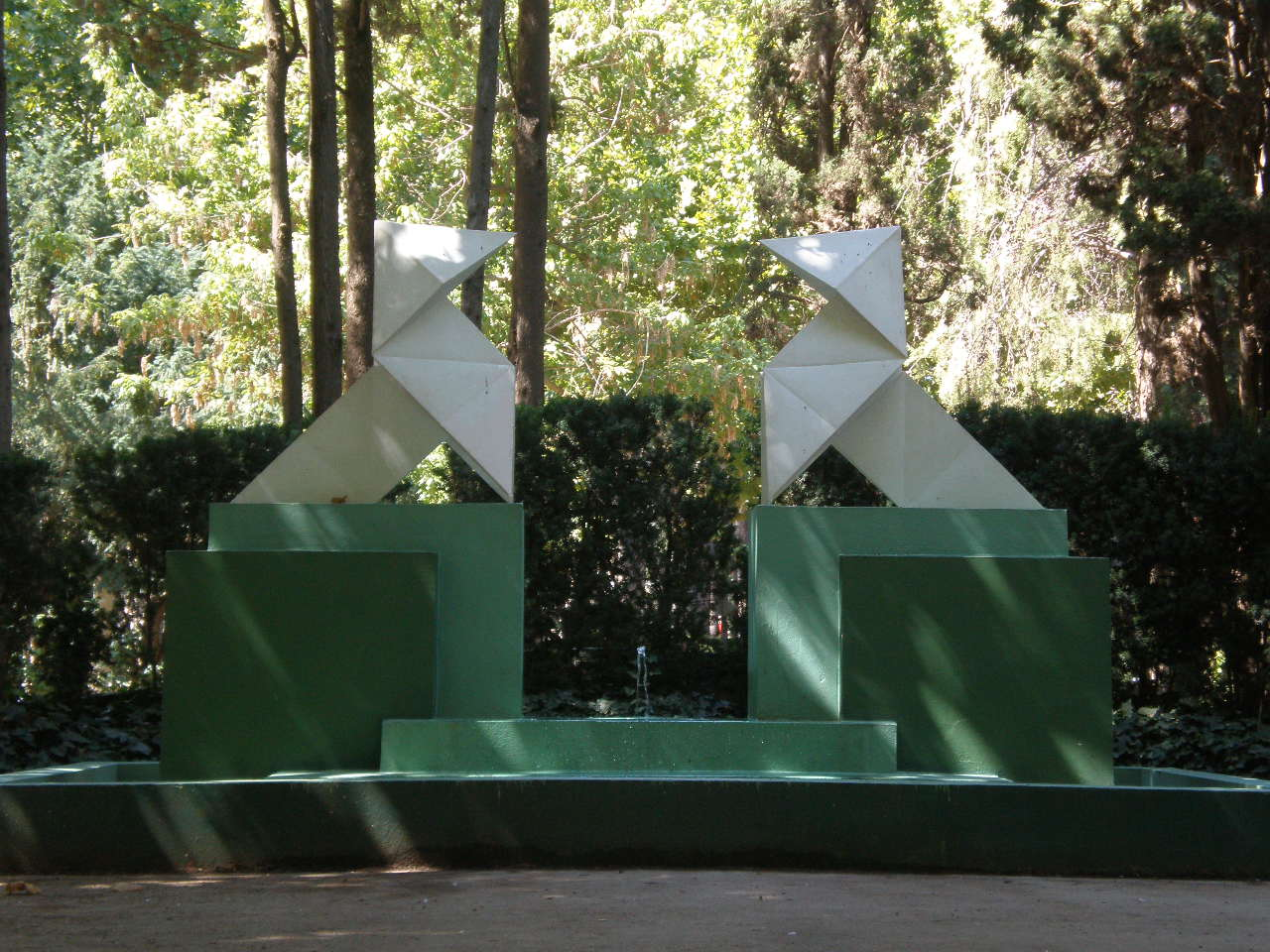
"Las Pajaritas".

La città dispone di piste ciclabili per raggiungere in meno di mezz'ora le Ermitas (piccole chiese o santuari) di Santa Lucia, Loreto, Jara, Cillas, San Jorge, il Castello di Montearagon.
A 10 km ad est ci sono le rovine del Monasterio de Monte Aragon fondato dal re Sancho I nel 1085 e abbandonato e lasciato andare in rovina nel 1835.
A 16 km a nord est è ubicato il villaggio di Barluenga, che si estende nel territorio comunale di Loporzano, con la chiesa di San Miguel con affreschi romanici del XII secolo. A 30 km circa, a nord-ovest si può ammirare il castillo de Loarre, complesso fortificato medioevale fra i meglio conservati dell'Aragona.
Gli amanti della natura possono recarsi nel Parque Natural de Huesca e nel Parque nacional de Ordesa y del Monte Perdido, il più suggestivo dei parchi dei Pirenei spagnoli, ricco di cascate, foreste e nevai perenni, posto fra i fianchi del Monte Perdido di 3.355 m s.l.m. e, in territorio francese, il grande anfiteatro di rocce del Cirque de Gavarnie.

## Feste e Festival
La Festa più importante è quella di San Lorenzo dal 9 al 15 agosto, giorni in cui la città si trasforma con le case imbandierate, le processioni, la musica e le danze tradizionali come l'antica jota per le strade e la Feria taurina. Questa festa e le celebrazioni tradizionali della Semana Santa (settimana santa) sono state dichiarate Fiestas de Interès Turistico. La Romeria al monte Aragon com'è uso in Spagna per tutti i pellegrinaggi dopo i riti religiosi del mattino si conclude con il pranzo collettivo all'aperto e una festa campestre con musica, balli e giochi. Il Festival del cine è dedicato ai cortometraggi, documentari o di finzione, con una sezione internazionale ed una dedicata specialmente alle produzioni Iberico-Americane. Si svolge a metà giugno ed è uno dei festival di cinema più antichi di Spagna, quasi giunto alla sua cinquantesima edizione.
Ci sono inoltre la Feria del Teatro in cui per una settimana varie compagnie di prosa presentano i loro spettacoli migliori e le Ferias del disco y del Libro.

## Amministrazione

### Gemellaggi
- Tarbes, dal 1964

## Sport
La principale società calcistica cittadina è la Sociedad Deportiva Huesca.